# محمدمنصور هاشمی
محمدمنصور هاشمی (زادهٔ ۱۳۵۴ خورشیدی) داستان‌نویس و پژوهشگر ایرانی حوزه فلسفه، ادبیات و دین است.
او خصوصاً برای آثارش دربارهٔ تاریخ اندیشه‌ها در ایرانِ معاصر شناخته‌شده است.
هاشمی دوره کارشناسی ارشد فلسفه را در دانشگاه تهران گذراند و اکنون عضو هیئت علمی بنیاد دائرةالمعارف اسلامی است.

## نقد آثار
آثار هاشمی از سوی صاحبنظران مختلف از جمله بهاءالدین خرمشاهی، حمیدرضا ابک، سیروس علی‌نژاد و رسول جعفریان نقد و بررسی شده است.

## برای مطالعهٔ بیشتر
برای تحلیلی از نوشته‌ها و اندیشه‌های محمدمنصور هاشمی بنگرید به:
- Mohsen Mottaghi et Réza Rokoee: "L’assimilation moderne en Iran" (III: "M. M. Hashemi et le paradigme de l’assimilation indigène"), L'IRAN À L'ÉPREUVE DU RÉEL: Réveil et crises multiformes (Orients Stratégiques n°7), Sous la direction d'Ata Ayati et Farahad Khosrokhavar, L’Harmattan, Paris, 2018